# بخش داگوآن
بخش داگوآن (به لاتین: Daguan District) یک منطقهٔ مسکونی در چین است که در انگینگ واقع شده‌است. بخش داگوآن ۲۰۳٫۹ کیلومتر مربع مساحت و ۲۷۶٬۸۰۰ نفر جمعیت دارد.